# San Pietro (torrente Miane)
Il torrente San Pietro è un corso d’acqua della Provincia di Treviso in Veneto. Il suo bacino interessa i comuni di Miane e Follina.

## Corso del torrente
Il San Pietro nasce nel comune di Miane, nei pressi del monte Crep. Forma poi una valle lunga circa due chilometri, che si apre sulla Vallata nei pressi della chiesetta che dà il nome al torrente. In seguito il San Pietro scorre in direzione ovest-est e a Follina devia leggermente verso sud, incontrando il fiume Follina a poca distanza dalla foce di quest’ultimo.

## Ambiente
Le acque del San Pietro sono generalmente di buona qualità, almeno nei primi chilometri del suo corso (a Follina scorre quasi totalmente canalizzato e riceve scarichi dalla rete fognaria), ma la fauna ittica è pressoché assente, poiché il torrente è in secca per buona parte dell'anno. Nelle pozze che resistono alla siccità è comunque presente qualche sanguinerola, soprattutto verso la foce e nel tratto a sud-est di Miane. 